# Vier Graden van Verlichting
In het boeddhisme zijn er verschillende beschrijvingen van stadia op de magga, het pad naar Nirvana. Een van deze beschrijvingen zijn de vier graden van verlichting: de stroom-instapper, de eenmalig-terugkerende, de niet-meer-terugkerende, en de heilige.

## Theravada

### Vier stadia
In het Theravada boeddhisme worden er vier groepen van volgelingen genoemd: de Sotapanna (de stroom-instapper), Sakadagami (de eenmalig-terugkerende), Anagami (de niet-meer-terugkerende) en Arahant (de heilige):
1. De Sotapanna, de stroom-instapper, heeft, door de Dhamma voor zichzelf te realiseren (of te zien), het 'instap'-niveau van Nirvana bereikt. Hij heeft de waarheid van de leer van de Boeddha in zichzelf gevalideerd door middel van inzicht in de drie karakteristieken en de Vier Nobele Waarheden. Hij is bevrijd van de eerste drie ketens: Sakkaya-ditthi (Geloof in 'persoon'-lijkheid), Vicikiccha (Sceptische twijfel), en Silabbata-paramasa (Gehechtheid aan regels en rituelen)
2. Bij de Sakadagami, de eenmalig-terugkerende, zijn de vierde en vijfde keten verminderd in kracht: Kama-raga (verlangen naar sensueel genot) en Vyapada of dosa (kwade wil en haat).
3. De Anagami, de niet-meer-terugkerende, is volledig bevrijd van de eerste vijf ketens. Het is onmogelijk voor hem om nog begeerte en boosheid te ervaren. De Anagami kan echter wel nog steeds ignorantie (een verkeerd beeld van de werkelijkheid) ervaren.
4. De Arahant, de heilige, is bevrijd van alle tien ketens: de bovengenoemde, en ook nog Rupa-raga (verlangen naar fijn-materieel bestaan), Arupa-raga (verlangen naar immaterieel bestaan), Mana (verwaandheid), Udhacca (rusteloosheid), en Avijja (ignorantie). Hij heeft het volledige Nirvana bereikt, en is bevrijd uit samsara. De geest van de Arahant is volledig gezuiverd en vredig in zichzelf.

### Pad en oogst
Voor elke graad van verlichting bestaat er een 'pad' en 'oogst' (meestal 'fruit' genoemd). Het 'pad' is een kort moment waarin een aantal ketens verdwijnen, en Nirvana benaderd wordt. De 'oogst' is de gelukzaligheid en vrede als gevolg van het voltooien van een pad.

### Avijja
Avijja, onwetendheid, is de wortel van het lijden. Het is de laatste keten die verwijderd wordt, maar tegelijkertijd ook de eerste, door het inzicht in de Vier Edele Waarheden.

### De drie vergiften
Elders in de tippitaka wordt verlossing beschreven als de verlossing van de drie vergiften: begeerte, aversie en onwetendheid. Dit is een andere omschrijving voor de toestanden van de geest die gehechtheid en wedergeboorte veroorzaken. Het gebruik van verschillende opsommingen lijkt onlogisch, maar hebben allemaal hetzelfde doel: wijzen op de werking van de geest, het ontstaan van gehechtheden, en het openen van de weg naar bevrijding.

### De verlichting van de Boeddha
Elders in de suttapitaka beschrijft de Boeddha zijn eigen ontwaken (Vanapattha Sutta (Majjhima, hoofdstuk 17)). Na het vernietigen van de verstoringen van de geest, en het concentreren van de geest (dhyana) verkreeg hij inzicht in de Vier Edele Waarheden en de zekerheid verlost te zijn. Hier worden dus geen stadia genoemd, maar is het inzicht volledig en zijn alle begeertes gedoofd.

## Latere ontwikkelingen
Hoewel het boeddhisme sterk vasthoudt aan de originele leringen van de Boeddha, zijn er wel ontwikkelingen geweest in de opvattingen over (de ontwikkeling van) verlichting.

### Yogacara en tathagatagarba
De Yogacara maakt hetzelfde onderscheid in stadia's of niveaus, maar noemt dit gotra's, families of klassen van leerlingen. De gotra's geven de verschillen in verlichtings-capaciteit aan.
In de tathagatagarba-leer wordt dit onderscheid in verlichtingsniveaus verworpen: iedereen heeft de potentie om de verlichting te bereiken. Deze opvatting zien we terug in Zen, waar plotselinge verlichting een belangrijke leerstelling is.
In het westerse Zen-boeddhisme hebben zich de afgelopen decennia regelmatig schandalen voorgedaan, waarbij Zen-leraren relaties aangingen met leerlingen. Gegeven deze schandalen is het de vraag of plotseling inzicht hetzelfde is als volledig inzicht. Het schema van de Vier graden van Verlichting lijkt ruimte te laten voor de mogelijkheid dat er wel initieel inzicht heeft plaatsgevonden, maar geen volledige bevrijding van sensueel verlangen. Verdergaande oefening lijkt noodzakelijk te zijn nadat er een eerste inzicht in de boeddhistische leer heeft plaatsgevonden

### Westers boeddhisme
In het westerse boeddhisme lijkt er een verschuiving plaats te vinden in de doelstellingen van het pad. Niet het volledig doen verdwijnen van de gehechtheden, maar het helder waarnemen van de emoties en gehechtheden, zonder deze te verdringen of zich er door mee te laten slepen, lijkt het doel geworden. Deze benadering wordt door verschillende bekende en minder bekende leraren uitgedragen.

## Verder lezen
- Harvey, Peter (1995), An introduction to Buddhism. Teachings, history and practices. Cambridge: Cambridge University Press
- Schumann, Hans Wolfgang (1997), Boeddhisme. Stichter, scholen en systemen. Rotterdam: Asoka